# Naturschutzgebiet Baltata

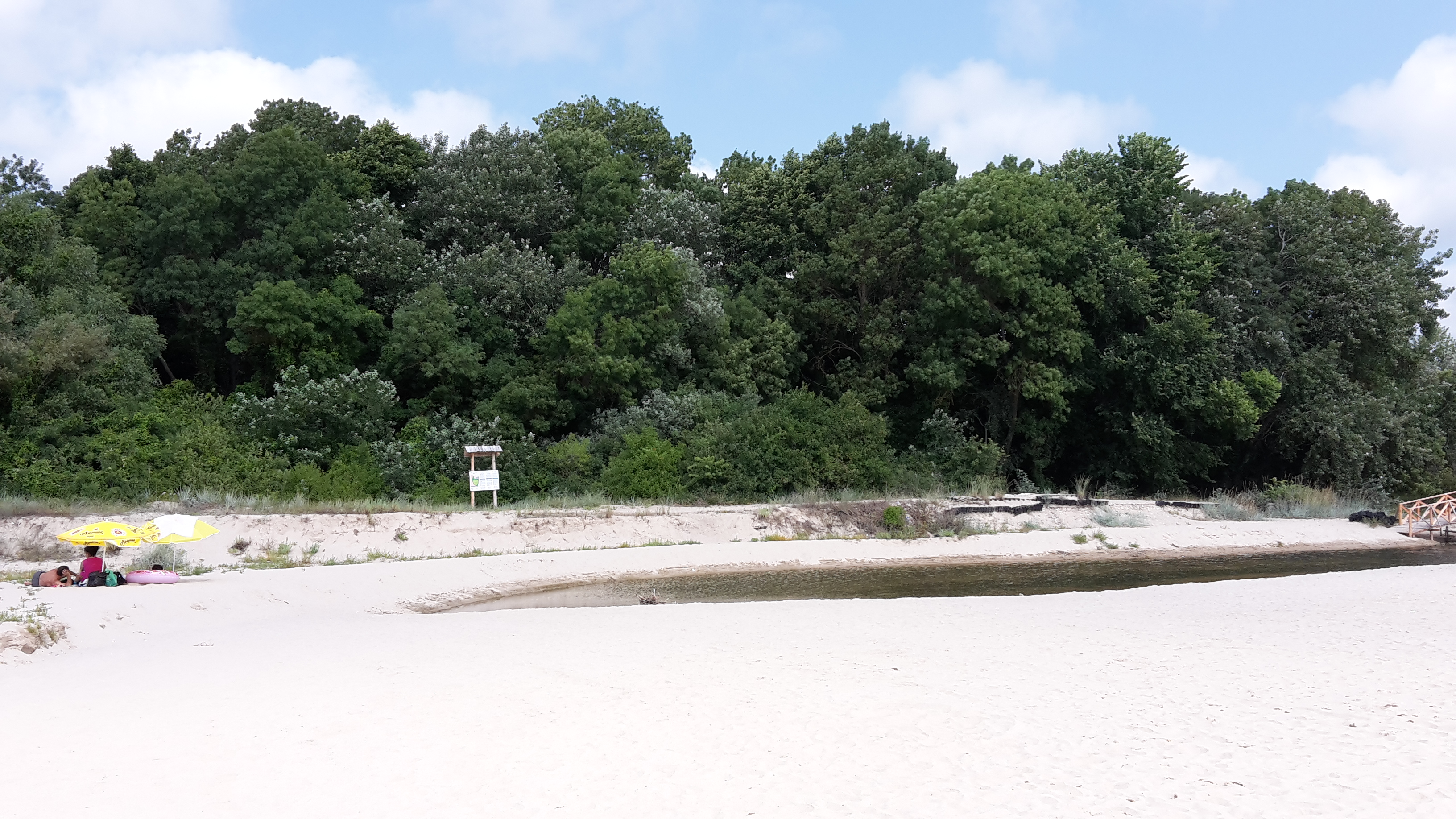
Blick vom Schwarzen Meer auf das Naturschutzgebiet Baltata

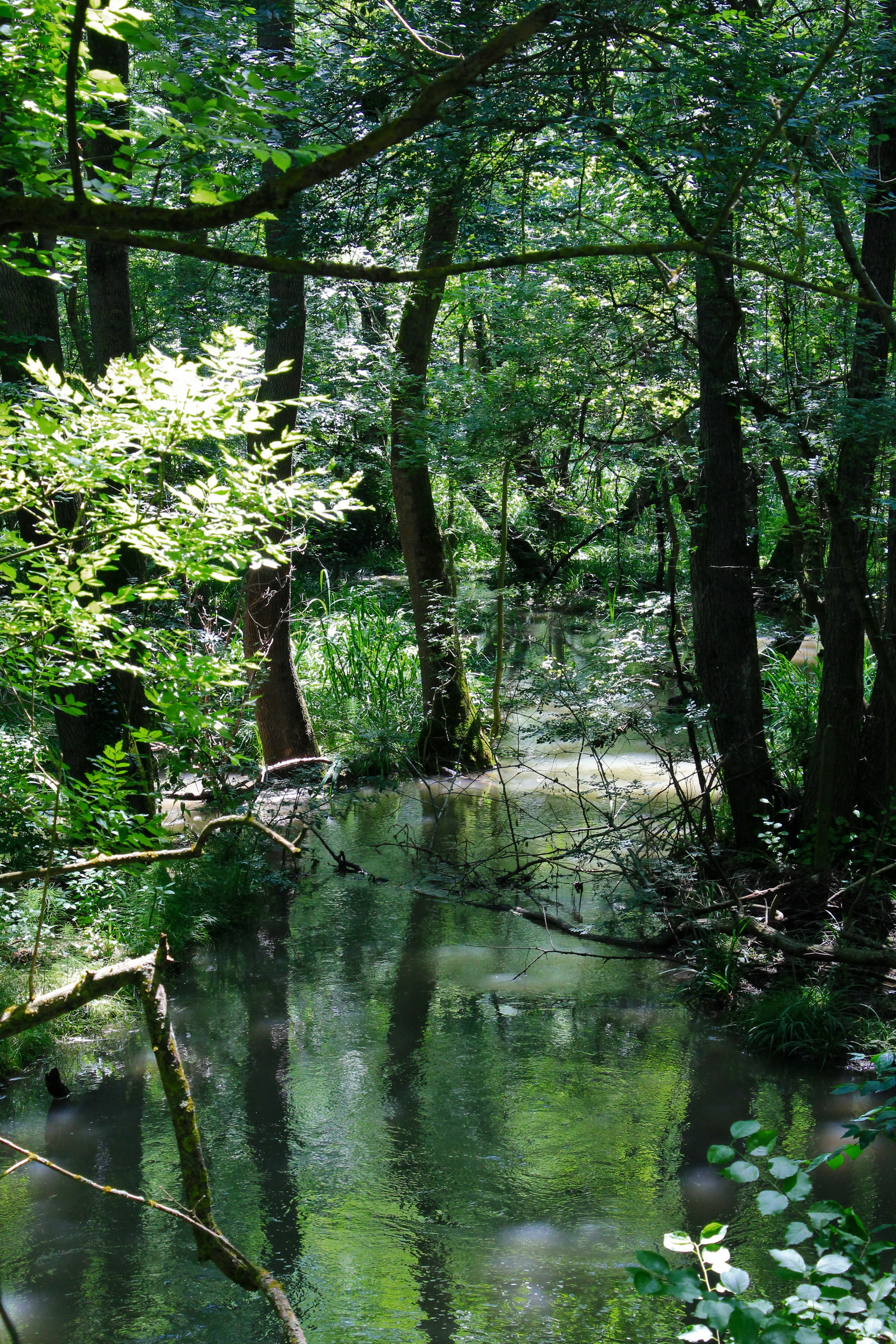
Im Naturschutzgebiet Baltata

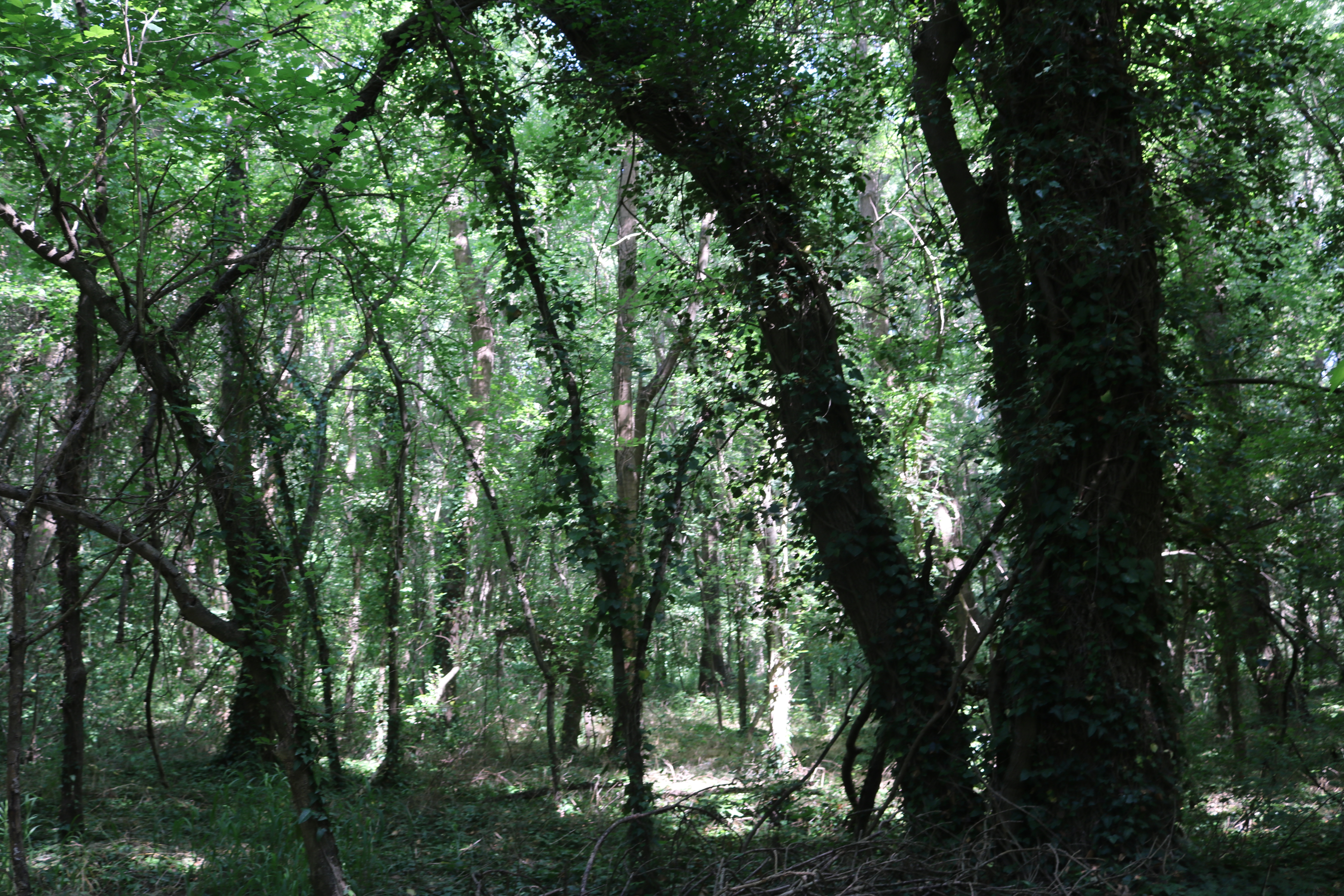
Mit Efeu und Lianen bewachsene Bäume im Naturschutzgebiet Baltata

Das Naturschutzgebiet Baltata (bulgarisch Резерват Балтата) ist ein 204,7 ha großes Naturschutzgebiet im Nordosten Bulgariens. Es liegt südlich von Albena in der hügeligen Region des waldreichen Bălțata-Gebirges an der Mündung des Batowska-Flusses in das Schwarze Meer. Das Naturschutzgebiet gehört zur Gemeinde Kranewo.

## Flora
Für den überaus üppigen Bewuchs des Naturschutzgebietes Baltata mit zahlreichen hohen Bäumen (vor allem die für Nordosteuropa typischen Eichen und Ulmen) mit Lianen und Efeu sind die vom Schwarzen Meer in unregelmäßigen Abständen bei starkem Ostwind angespülten Sandbänke verantwortlich. Diese Sandbänke versperrten dem Baltowa immer wieder den Abfluss zum Meer und führten zum Rückstau des Wassers. Dadurch entstandenen mehrere Flussarme, die teilweise blind endeten und im Mündungsgebiet des Flusses zur Anlage eines regelrechten kleinen Deltas führten, das zu einem Paradies für Pflanzen und Tiere wurde. Im Naturschutzgebiet Baltata sind etwa 263 Pflanzenarten nachgewiesen, darunter Hyazinthen und Schwertlilien. Davon sind 16 Arten auf der Roten Liste Bulgariens aufgelistet. Eine davon ist die Sommer-Knotenblume.
Mit Baggern wird in der Badesaison nach starken Oststürmen versucht, den Ablauf des Flusses künstlich anzulegen, um ein Ausspülen des Strandes unmittelbar vor dem Hotel Gergana zu verhindern. Südlich dieses Hotels führt auch eine hölzerne Fußgängerbrücke über den Mündungsarm des Batowskas. Unweit dieser Brücke ist vor einigen Jahren auch ein hölzerner Aussichtsturm errichtet worden, von dessen oberster Plattform sich ein Blick auf das Naturschutzgebiet bot. Aufgrund seiner Holzbauweise ist der Turm den Witterungsunbilden ausgesetzt und nur eingeschränkt oder nicht betretbar.

## Fauna
An Tierarten ist die Griechische Landschildkröte hervorzuheben. 183 Vogelarten wurden nachgewiesen, darunter der Silberreiher, der Schwarz- und der Weißstorch, die Stockente, der Schreiadler und verschiedene Wiedehopfe, Spechte und Fasane. Es gibt im Reservat 16 Fischarten, von denen vier vom Aussterben bedroht und deshalb geschützt sind.